# Chelydra
Genre
Synonymes
- Chelonura Fleming, 1822
- Ophichelone Jarocki, 1822
- Rapara Gray, 1825
- Saurochelys Latreille, 1825
- Cheliurus Rafinesque, 1832
- Emysaurus Duméril & Bibron, 1835
- Devisia Ogilby, 1905

Chelydra est un genre de tortue de la famille des Chelydridae.

## Répartition
Les trois espèces de ce genre se rencontrent en Amérique du Nord, en Amérique centrale, en Colombie. Elles ont été introduites en Chine, au Japon, à Taïwan et dans certains États de l’ouest des États-Unis.
On en trouve aussi en France métropolitaine, Chelydra serpentina étant présente en 2016 surtout en Occitanie et en Nouvelle-Aquitaine dans le département de la Gironde.

## Liste des espèces
Selon TFTSG (27 mai 2011) :
- Chelydra acutirostris Peters, 1862 ;
- Chelydra rossignonii (Bocourt, 1868) ;
- Chelydra serpentina (Linnaeus 1758).

## Publication originale
- Schweigger, 1812 : Prodromus Monographia Cheloniorum auctore Schweigger. Königsberger Archiv für Naturwissenschaft und Mathematik, vol. 1, p. 271-368 & 406-458 (texte intégral).